# Paracles herbuloti
Paracles herbuloti là một loài bướm đêm thuộc phân họ Arctiinae, họ Erebidae.